# Dreampop
Dreampop is een subgenre van alternatieve rock. De essentie van de muziek is het dromerige, bijna hemelse gevoel en niet de klassieke riff. Hoge vrouwenstemmen, soms ook fluisterende mannenstemmen, verzorgen de vocals.
Het genre ontstond midden jaren 1980 in het Verenigd Koninkrijk toen bands als The Passions, Dif Juz, Lowlife en A.R. Kane begonnen met een fusie van post-punk en ethereal wave, waarop dromerige popwijsjes werden gezongen.

## Geschiedenis
Vroege dreampopinvloeden zijn de nummers "Sunday Morning" van The Velvet Underground en "Number 9 Dream" van John Lennon. Andere invloeden waren groepen als Cocteau Twins, This Mortal Coil, Sonic Youth, Hüsker Dü, Spacemen 3, The Chameleons, The Cure, Bauhaus, Galaxie 500 en Spiritualized.
Medio 1980 tot begin jaren 90 domineerden de volgende groepen het genre: Cocteau Twins, Miranda Sex Garden, Pale Saints, Spoonfed Hybrid, Spirea X, Seefeel, The Verve, Kitchens of Distinctio, The Church, The Sundays, Belly, The Flaming Lips, The Ocean Blue, Bel Canto, Hum, Cranes, Frazier Chorus, Strange Boutique, Curve, The Dream Academy en No-Man.

### Shoegaze
Shoegaze is een luidere, agressievere stroming van dreampop. Bands als My Bloody Valentine, Lush, Slowdive, Starflyer 59, Chapterhouse, Catherine Wheel, Ride, Medicine en Levitation werden beïnvloed door post-punkgroepen zoals The Chameleons en Sonic Youth.

### Heropkomst
In de jaren 90 en begin jaren 2000 kwamen bands als Sigur Rós, His Name Is Alive, M83, Mercury Rev, ...And You Will Know Us by the Trail of Dead, Dubstar, Laika, Asobi Seksu, Broken Social Scene, Mazzy Star, Readymade, Bethany Curve, Halou, Windy & Carl, Trespassers William, Southpacific, Amusement Parks on Fire, Mira, Yume Bitsu, Devics, Xinlisupreme, Mew, Air Formation, Psychic Ills, Charlene, Auburn Lull en Blonde Redhead op. Deze kregen het etiket "ambient pop" of post-rock opgeplakt; er was zelfs sprake van nu-gaze.
In de indiescene kwamen rond 2008 enkele nieuwe dreampopartiesten op: Silversun Pickups, Beach House, Fazerdaze, Tame Impala, Melody's Echo Chamber, Deerhunter, Alvvays, Animal Collective, Panda Bear, Bat for Lashes, High Places, Lykke Li, Chairlift, Anomie Belle, School of Seven Bells, The xx, Letting Up Despite Great Faults, Marissa Nadler, Holly Miranda, iamamiwhoami, Real Estate, Wild Nothing, Wild Beasts, Cigarettes After Sex, The Holydrug Couple en Youth Lagoon. Deze bands werden vaak aangeprezen door het virtueel muziekmagazine Pitchfork Media.